# Dataria apostolica

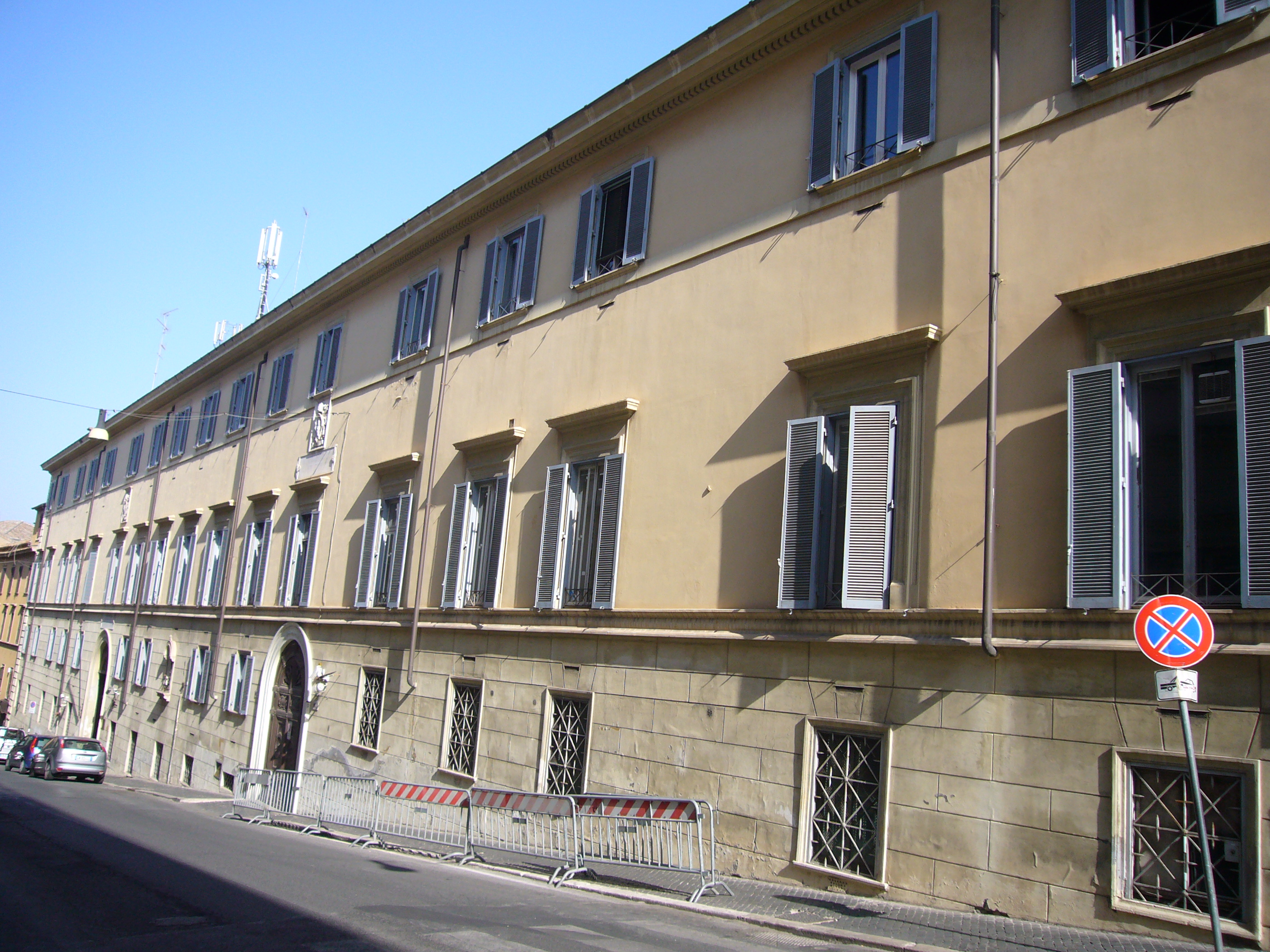
Roma, Palazzo della Dataria

La Dataria apostolica (originariamente denominata "Dataria de' Brevi", e successivamente "Dataria de' Brevi e de' Lotti") era un importante ufficio della Curia romana creato nel XIV secolo con competenze in materia di benefici ecclesiastici e di grazie; era presieduto da un datario, che non era necessariamente un cardinale, anche se per consuetudine, l'incarico era quasi sempre ricoperto da un porporato. Prima della riforma della Dataria del 1908, per lunghi periodi il titolo di datario non fu in uso e la Dataria rimase presieduta da un pro-datario.
Il nome deriva dall'apposizione della data sui documenti (come avviene civilmente nell'Ufficio del Bollo).

## Storia
A partire dall'XI secolo si consolidò all'interno della Curia Romana un ufficio di funzionari dediti al disbrigo della corrispondenza e alla redazione e conservazione degli atti ufficiali: tale ufficio venne chiamato Cancelleria Apostolica. Con il crescere costante della mole di lavoro, i compiti della Cancelleria vennero in seguito suddivisi tra nuovi uffici, i più importanti dei quali erano la Dataria Apostolica e la Segreteria di Stato. La Dataria aveva sede presso un palazzo (detto appunto Palazzo della Dataria) ubicato sulla salita che porta dalla zona della Fontana di Trevi fino al Palazzo del Quirinale in Roma: tale salita si chiama ancora oggi Via della Dataria.
Le funzioni della Dataria dei Brevi erano sostanzialmente quelle di una moderna Agenzia delle Entrate: era quella, infatti, la cassa a cui affluivano tutti i proventi delle autorizzazioni e concessioni rilasciate dallo Stato pontificio (come ad esempio quelli derivanti dalla vendita dei pubblici uffici o le imposte sul lotto). Tali autorizzazioni erano dette, dal documento che le attestava, "brevi", da cui il nostro "brevetto". La Dataria finanziava direttamente, d'altra parte, anche una parte della pubblica assistenza.
Gli ufficiali della Dataria che dipendevano dal Pro-Datario erano:
- il Sotto-Datario
- il Prefetto dell'Officio per obitum
- il Prefetto del Concessum
- l'Amministratore Generale delle Componende
- il Sostituto Amministratore Generale delle Componende
- il Cassiere delle Componende
- il Prefetto delle Date
- il Revisore delle Matrimoniali
- il primo e il secondo Revisore delle Suppliche Beneficiali
- l'Officiale del Missis
- il Sostituto di Mons. Sotto-Datario
- il Sostituto del per obitum
- l'Officiale dei Brevi
- il Revisore de' Conti delle Spedizioni
- lo Scrittore delle Bolle di via segreta
- il Custode delle Suppliche
- il Custode del Registro delle Bolle
- l'Officiale per la collazione de' transunti delle Bolle e dei Brevi
- il Notaro dei Processi pei Promovendi alle Chiese Cattedrali
- il Computista
- il Notaro

Completavano l'organico i teologi esaminatori dei concorsi alle parrocchie, gli officiali delle spedizioni per la via denominata de Curia, gli spedizionieri apostolici.
Dopo un congruo intervallo dalla caduta del potere temporale dei papi, le funzioni ormai in gran parte superflue della Dataria furono notevolmente ridotte da Pio X il 29 giugno 1908 con la costituzione apostolica Sapienti consilio.
La Dataria apostolica venne soppressa il 15 agosto 1967 da Paolo VI con la costituzione apostolica Regimini Ecclesiae universae.
Oggi la Dataria apostolica non esiste più; i suoi compiti sono stati in parte assorbiti dalla Segreteria di Stato, e in parte sono svolti direttamente da ogni singolo Dicastero attraverso i propri funzionari.

## Cronotassi dei (pro-)datari
- Vescovo Giovanni Battista Mellini (31 marzo 1466 - 1471 dimesso)
- Vescovo Giovanni Battista Cybo (1471 - 7 maggio 1473 creato cardinale)
- Vescovo Ardicino della Porta iuniore (7 maggio 1473 - agosto 1484 dimesso)
- Vescovo Antonio Pallavicini Gentili (agosto 1484 - 9 marzo 1489 creato cardinale)
- Vescovo Juan López (agosto 1492 - febbraio 1496 dimesso)
- Vescovo Giovanni Battista Ferrari (aprile 1496 - 2 ottobre 1500 pubblicato cardinale e nominato pro-datario)
  - Cardinale Giovanni Battista Ferrari (2 ottobre 1500 - 20 luglio 1502 deceduto) (pro-datario)
- Cardinale Fazio Giovanni Santori (1º novembre 1503 - 12 gennaio 1505)
  - Cardinale Antonio Ferrero (1º gennaio 1506 - 1º agosto 1507 dimesso) (pro-datario)
- Cardinale Francesco Argentino (1º agosto 1507 - 23 agosto 1511 deceduto)
- Vescovo Lorenzo Pucci (23 agosto 1511 - 23 settembre 1513 dimesso)
- Vescovo Silvio Passerini (23 settembre 1513 - 1º luglio 1517 creato cardinale)
- Cardinale Luigi de' Rossi (1517 - 20 agosto 1519 deceduto)
- Vescovo Willem Enckenwoirt (9 gennaio 1522 - 11 marzo 1523 nominato vescovo di Tortosa)
- Vescovo Gian Matteo Giberti (1523 - 1527?)
- Vescovo Cristoforo Giacobazzi (ottobre 1534 - dicembre 1536 dimesso)
- Vescovo Vincenzo Duranti (dicembre 1536 - febbraio 1541 dimesso)
- Vescovo Girolamo Recanati Capodiferro (febbraio 1541 - maggio 1550 dimesso)
- Arcivescovo Sebastiano Antonio Pighini (1550 - 1552 dimesso)
- Cardinale Ludovico Simonetta (17 maggio 1560 - 19 novembre 1561 dimesso)
- Vescovo Francesco Alciati (19 novembre 1561 - 1565 dimesso)
- Arcivescovo Marcantonio Maffei (1566 - 1570 dimesso)
- Cardinale Matteo Contarelli (1572 - 28 novembre 1585 deceduto)
- Cardinale Ippolito Aldobrandini (15 maggio 1585 – 30 gennaio 1592 eletto papa)
  - Cardinale Giovanni Evangelista Pallotta (4 luglio 1586[3] - 22 agosto 1620 deceduto) (pro-datario)
- Vescovo Lucio Sassi (1590 - 1593 nominato pro-datario)
  - Cardinale Lucio Sassi (1593 - 29 febbraio 1604 deceduto) (pro-datario)
- Cardinale Pompeo Arrigoni (1605 – 1607 dimesso)
- Cardinale Michelangelo Tonti (1608 ? - 1611 ? dimesso)
- Cardinale Francesco Sacrati (12 febbraio 1621 – 6 settembre 1623 deceduto)
- Cardinale Giacomo Cavalieri (15 settembre 1623 – 28 gennaio 1629 deceduto)
- ...
  - Cardinale Domenico Cecchini (1650 - 1º maggio 1656 deceduto) (pro-datario)
- Cardinale Giacomo Corradi (10 aprile 1655 – 17 gennaio 1666 deceduto)
- Cardinale Pietro Vito Ottoboni (1667 – 1669 dimesso)
- Cardinale Gaspare di Carpegna (1670 - 1676 dimesso)
- Cardinale Stefano Agostini (1676 - 21 marzo 1683 deceduto)
  - Cardinale Bandino Panciatici (14 luglio 1691 - ?) (pro-datario)
  - Cardinale Giuseppe Sacripante (4 dicembre 1700 - ?) (pro-datario)
  - Cardinale Pier Marcellino Corradini (12 maggio 1721 - 15 luglio 1730 dimesso) (pro-datario)
  - Arcivescovo Antonio Francesco Valenti (15 luglio 1730 - 9 maggio 1731 deceduto[4]) (pro-datario)
- Cardinale Antonio Saverio Gentili (17 maggio 1731 – 24 agosto 1740 dimesso)
- Cardinale Pompeo Aldrovandi (24 agosto 1740 – 1743 ritirato)
- Cardinale Giovanni Giacomo Millo (1743 - 16 novembre 1757 deceduto)
- Cardinale Carlo Alberto Guidobono Cavalchini (15 luglio 1758 – 7 marzo 1774 deceduto)
- Cardinale Vincenzo Malvezzi Bonfioli (14 giugno 1774 – 3 dicembre 1775 deceduto)
- Cardinale Andrea Negroni (3 marzo 1775 – 17 gennaio 1789 deceduto)
  - Cardinale Filippo Campanelli (3 aprile 1789 - 18 febbraio 1795 deceduto) (pro-datario)
- Cardinale Ignazio Busca (11 aprile 1791 - 1792 dimesso)
- Cardinale Stefano Borgia (27 febbraio 1792 - 1800 dimesso)
  - Cardinale Aurelio Roverella (27 febbraio 1795 - 6 settembre 1812 deceduto) (pro-datario)
- Cardinale Romoaldo Braschi-Onesti (30 ottobre 1800 - 10 novembre 1801 dimesso)
  - Cardinale Aurelio Roverella (27 febbraio 1795 - 6 settembre 1812 deceduto) (pro-datario)
  - Cardinale Alessandro Mattei (26 marzo 1808 - 20 aprile 1820 deceduto)
- Cardinale Antonio Maria Doria Pamphilj (16 marzo 1818 - 29 marzo 1819 dimesso)
- Cardinale Fabrizio Dionigi Ruffo (29 marzo 1819 - 21 febbraio 1820 pubblicato cardinale)
  - Cardinale Giulio Gabrielli (12 maggio 1820 - 26 settembre 1822 deceduto) (pro-datario)
  - Cardinale Antonio Gabriele Severoli (26 settembre 1822 - 8 settembre 1824 deceduto) (pro-datario)
  - Cardinale Bartolomeo Pacca (18 novembre 1824 - 19 aprile 1844 deceduto) (pro-datario)
  - Cardinale Ugo Pietro Spinola (29 aprile 1844 - 21 gennaio 1858 deceduto) (pro-datario)
  - Cardinale Mario Mattei (3 febbraio 1858 - 7 ottobre 1870 deceduto) (pro-datario)
  - Cardinale Luigi Vannicelli Casoni (8 novembre 1870 - 21 aprile 1877 deceduto) (pro-datario)
  - Cardinale Carlo Sacconi (2 giugno 1877 - 25 febbraio 1889 deceduto) (pro-datario)
  - Cardinale Angelo Bianchi (14 marzo 1889 – 22 gennaio 1897 deceduto) (pro-datario)
  - Cardinale Gaetano Aloisi Masella (29 maggio 1897 – 22 novembre 1902 deceduto) (pro-datario)
  - Cardinale Angelo Di Pietro (27 novembre 1902 - 29 giugno 1908 nominato datario) (pro-datario)
- Cardinale Angelo Di Pietro (29 giugno 1908 - 5 dicembre 1914 deceduto)
- Cardinale Vincenzo Vannutelli (15 dicembre 1914 - 9 luglio 1930 deceduto)
- Cardinale Raffaele Scapinelli di Leguigno (22 luglio 1930 - 16 settembre 1933 deceduto)
  - Cardinale Luigi Capotosti (29 luglio 1931 - 23 settembre 1933 nominato datario) (pro-datario)
- Cardinale Luigi Capotosti (23 settembre 1933 - 16 febbraio 1938 deceduto)
- Cardinale Federico Tedeschini (25 febbraio 1938 - 2 novembre 1959 deceduto)
- Cardinale Paolo Giobbe (14 novembre 1959 - 1º gennaio 1968 ritirato)

## Cronotassi dei segretari
- Monsignore Domenico Jorio (20 ottobre 1918 - 5 gennaio 1928 nominato segretario della Congregazione per la disciplina dei sacramenti)

## Cronotassi dei sottodatari
Al sottodatario era riservata anche la carica di Segretario della Congregazione Lauretana:
- Monsignore Giuseppe Sacripante (17 aprile 1687 - 12 dicembre 1695)
- Cardinale Gabriele Filippucci (23 dicembre 1695 - 29 maggio 1699 deceduto)
- Arcivescovo Pier Marcellino Corradini (29 maggio 1699 - 12 maggio 1721 nominato pro-datario)
- Arcivescovo Antonio Francesco Valenti (12 maggio 1721 - 13 maggio 1723)
- Arcivescovo Giuseppe Accoramboni (13 maggio 1723 - 28 giugno 1726)
- Arcivescovo Giovanni Battista Braschi (28 giugno 1726 - 1730 nominato canonico di Santa Maria Maggiore)
- Monsignore Francesco Maria Spannocchi (1731 - 1740)
- Monsignore Saverio Giustiniani (1741 - 1754)
- Monsignore Nicola Riganti (1755 - 1758)
- Monsignore Gaetano Ferri (1770 - 1774)
- Monsignore Carlo Luti (1775 - 1776)
- Monsignore Francesco Maria Luzi (1779 - 1808)
- Monsignore Attone Benigni (1818 - 29 dicembre 1835 deceduto)
- Monsignore Alessandro Macioti (29 dicembre 1835 - 21 ottobre 1845 nominato nunzio apostolico in Svizzera)
- Monsignore Alberto Barbolani di Montauto (1846 - 16 giugno 1856 nominato patriarca di Antiochia)
- Monsignore Francesco Vici (1857 - 1868)
  - Monsignore Carmine Gori-Merosi (1869 - 1870) (pro-sottodatario)
- Monsignore Carmine Gori-Merosi (2 gennaio 1870 - 30 marzo 1882 nominato segretario della Congregazione Concistoriale)
- Monsignore Giovanni Capri (30 marzo 1882 - 1888)
- Monsignore Agapito Panici (1888 - 1899)
- Monsignore Francesco Spolverini (30 giugno 1899 - 13 ottobre 1918 deceduto)
- Monsignore Giuseppe Guerri (1941 - 1945 dimesso)
- Monsignore Marco Martini (1950 - 1959 dimesso)
- Monsignore Silvio Romani (1959 - 30 dicembre 1963 nominato protonotario apostolico di numero)
- Monsignore Giuseppe Massimi (1963 - 15 agosto 1967 dimesso)

## Cronotassi dei reggenti
- Monsignore Giuseppe Guerri (1929 - 1941 nominato sottodatario)
- Monsignore Marco Martini (1941 - 1950 nominato sottodatario)